# Beaumont-de-Pertuis
Beaumont-de-Pertuis település Franciaországban, Vaucluse megyében. Lakosainak száma 1102 fő (2022. január 1.). Beaumont-de-Pertuis Corbières, Pierrevert, Saint-Paul-lès-Durance, Vinon-sur-Verdon, La Bastide-des-Jourdans, Grambois és Mirabeau községekkel határos.

## Népesség
A település népességének változása:
| Lakosok száma | 1120 | 1142 | 1162 | 1137 | 1136 | 1134 | 1129 | 1115 | 1102 |
|               | 2013 | 2015 | 2016 | 2017 | 2018 | 2019 | 2020 | 2021 | 2022 |